# Rekowski V

Herb Rekowski V

Herb Rekowski V a

Herb Rekowski V b

Rekowski V (Styp-Rekowski, Styp I, Stiep, Stip, Stipp, Stypen, błędnie Wrycz i Wrycz-Rekowski) – kaszubski herb szlachecki.

## Opis herbu
Herb znany przynajmniej w trzech wariantach. Opisy z wykorzystaniem zasad blazonowania, zaproponowanych przez Alfreda Znamierowskiego:
Rekowski V (Styp-Rekowski, Styp I, Stiep, Stip, Stipp, Stypen, błędnie Wrycz i Wrycz-Rekowski): W polu srebrnym dwie róże naturalne czerwone, na łodygach zielonych z dwoma listkami każda. Klejnot: nad hełmem w koronie trzy pióra strusie, srebrne między czerwonymi. Labry czerwone, podbite srebrem.
Rekowski V a (Styp-Rekowski, Styp I odmienny, Stiep, Stip, Stipp, Stypen): Róże są heraldyczne, pióra w klejnocie mają zamienione barwy.
Rekowski V b (Styp-Rekowski, Styp I odmienny, Stiep, Stip, Stipp, Stypen, błędnie Wrycz, Wrycz-Rekowski): Pole jest złote, róże heraldyczne, środkowe pióro i podbicie labrów złote.

## Najwcześniejsze wzmianki
Herb w wariancie podstawowym znany z prac badacza dziejów Rekowskiego-Wotocha oraz Mülverstedta. Ten ostatni wymienia w swej pracy również wariant V a. W herbarzach natomiast szerzej znany jest wariant V b, wymieniają go: Nowy Siebmacher (jako Rekowski V, Wrycz oraz Rekowski) oraz Ostrowski (Księga herbowa rodów polskich, jako Rekowski Va),

## Rodzina Rekowskich
Rekowski to jedno z najbardziej znanych nazwisk kaszubskich. Pochodzi od wsi Rekowo. Wieś ta była od początku własnością odrębnych rodzin, które przyjmowały następnie wspólne nazwisko odmiejscowe. Wedle dokumentu z 1638, powołującego się na przywilej z 1528, w Rekowie siedziały rody: Wotoch, Stip, Dorzik, Mrozik oraz Fritz (Fritze, Friz). W XVIII-XIX wieku dzielili się na linie: Wantochów (Wotochów), Stypów, Wryczów (Wrycza) i Gynzów (Günz). Herb Rekowski V to jeden z trzech herbów skojarzonych z linią Stypów, według Mülverstedta − właściwy.

### Rodzina Rekowskich-Stypów
Pierwsza wzmianka o rodzie Stypów pochodzi z 1603 (Matz Stip), kolejne z lat 1606 (Stiep i Stiepe), 1607 (Maciej i Maciej młodszy Stippen, Maze Stippen), 1621 (Maciej, Grzegorz, Jan Stiepen), 1658 (Paweł i Walenty Stipen), 1688 (Greger, Lucas Stip), 1746-63 (Martinum Styp Rekowski, Jon Styp Rekowsky), 1751 (Jon Styp Rekowski), 1756 (Johan von Stiep, Martin von Stiep-Rekowski, wdowa von Stiep-Rekowski), 1804 (von Stip-Rekowski). Wszyscy Rekowscy służyli w armii pruskiej. Z rodu Stypów wymienić tu można Johanna Ernsta Ferdinanda von Styp Rekowskiego (1748-1804), uczestnik kampanii przeciw Polsce w l. 1793-94, odznaczony orderem Pour le Mérite. Był synem Christiana Ernsta (1721-98), właściciela w Słajszewie i Siemirowicach, ławnika sądu grodzkiego i ziemskiego lęborskiego. Z drugiej strony, Styp-Rekowscy mają zasługi w krzewieniu polskości na Pomorzu. Jan Styp-Rekowski (1874-1942), pochodzący z Płotowa Małego, organizator i działacz Związku Polaków w Niemczech, aresztowany przez Niemców w 1939, więziony do 1940 roku w obozie w Sachsenhausen, zmarł w 1942 roku, również jego synowie: Alfons Styp-Rekowski (1902-42) – zamordowany w Sachsenhausen, Edmund Styp-Rekowski (1906-41) – zamordowany przez Niemców w obozie w Gusen, Jan Styp-Rekowski (1921-41) – zginął na froncie wschodnim, Józef Styp-Rekowski (1902-69) – ksiądz, oraz córki: Kazimiera Styp-Rekowska (1911-76), Władysława (ur. 1908) działały na rzecz polskości i były represjonowane przez Niemców. Stypowie oprócz rodzinnej wsi posiadali m.in. działy w wioskach: Czarna Dąbrowa, Kierzkowo, Słajszewo, Brzeźno Szlacheckie, Podjazy, Węsiory. Współcześnie około setka osób na Pomorzu używa nazwisk Styp Rekowski, Styp-Rekowski oraz Styp von Rekowski.

## Herbowni
Rekowski (Reckowski, Reckowsky, Rekoskie, Rekowsky) z przydomkiem Styp (Stiep, Stip, Stipp, Stypen).
Zarówno Rekowscy bez przydomka jak i Stypowie, notowani byli z szeregiem innych herbów. Pełna lista w haśle Rekowski.